# RMI (radio)
Pour les articles homonymes, voir RMI.
 (août 2016).
RMI-FM était une station de radio indépendante belge créée par Philippe Maramorosz, diffusant principalement de la musique pop des années 1970 aux années 1980. Elle a été remplacée par Buzz Radio en septembre 2010 qui émet sur la même fréquence depuis cette date.

## Situation
Les studios et l'antenne sont à Gosselies. Entièrement animée par des bénévoles, cette radio propose un contenu culturel varié et de la musique commerciale de 1970 à nos jours. Elle dispose d'un site Internet et d'une diffusion par streaming.